# Les Grandes Marées
Ne doit pas être confondu avec Les Grandes Marées (roman).
 (août 2014).
Si vous disposez d'ouvrages ou d'articles de référence ou si vous connaissez des sites web de qualité traitant du thème abordé ici, merci de compléter l'article en donnant les références utiles à sa vérifiabilité et en les liant à la section « Notes et références ».
Les Grandes Marées est une saga de l'été française en huit épisodes de 90 minutes, réalisée par Jean Sagols sur un scénario de Annick Lepage et Christian Watton, diffusée du 9 juillet au 27 août 1993 sur TF1.

## Synopsis
François Chevalier, pris en otage au Nicaragua plonge sa femme Léna et son fils Julien dans la tourmente et dans une lutte acharnée pour sa libération. 
Maurice Leclerc, le père de la meilleure amie de Léna, Philippine, lutte, lui, contre son passé noir et lourd. Il  a collaboré avec les Allemands et déporté de nombreux juifs et est recherché. Et c'est sa propre belle-fille, Maïté, avocate, qui est chargée du dossier. Maïté finit par découvrir le lourd passé de ses beaux-parents, malgré l'acharnement de sa belle-mère à rejeter la vérité. Quant à sa fille, Caroline, elle tombe sous le charme du père de son copain, qui se révèle être François Chevalier. 
Philippine, la fille de Maurice et Sophie, tombe amoureuse de Bruno Feldman, dont les parents furent déportés. Subissant le joug constant d'un mari violent, elle va devoir lutter pour arriver à s'en sortir. Le passé de ses parents ressurgissant, la jeune femme est effondrée et choisit de couper les ponts avec eux.
Ces deux familles se trouvent alors bouleversées et les conflits vont commencer. Le passé va reprendre sa place et les secrets se révéler…

## Distribution
- Nicole Calfan : Léna Chevalier, femme de François
- Bernard Le Coq : François Chevalier, mari de Léna
- Pierre Vaneck : Bruno Feldmann, médecin en clinique
- Jean-Marc Thibault : Maurice Leclerc (de son vrai nom, Marcel Saunier), mari de Sophie, père de Pierre-Henri et Philippine
- Isabel Otero : Philippine Leclerc-Lestour, femme de Jean et fille de Maurice et Sophie
- Alain Doutey : Pierre-Henri Leclerc, mari de Maité et père de Caroline
- Jean-Pierre Bouvier : Yann Fournier
- Nathalie Nell : Maité Leclerc, femme  de Pierre-Henri
- Patachou : Sophie Leclerc, femme de Maurice
- Philippe Caroit : Jean Lestour, mari de Philippine
- Sandrine Thomas : Caroline Leclerc, fille de Pierre-Henri et Maité
- Barthélémy Robino : Julien Chevalier, fils de François et Léna
- Philippe Lemaire : Maréchal
- Élisa Servier : Brigitte Maréchal
- André Oumansky : Maitre Knoll
- Hanns Zischler : Walter Marret
- Barbara Schulz : Anne
- Boris Roatta : David Marret, fils de Bruno Feldmann
- Elisabeth Kaza : Sarah Shulmann
- François-Régis Marchasson : Charles de Roseray
- Arièle Semenoff : le proviseur du lycée
- Andrée Damant : Émilie, nounou de David
- Henri Sagols : Clermont
- avec la participation de Jean-Pierre Pernaut en tant que présentateur du JT de TF1 (13 heures)

## Fiche technique
- Musique : François Valéry
- Chanson du générique interprétée par Corinne Hermès : L'amour est artiste

## Autour du film
- Ce feuilleton a été tourné à Paris, La Rochelle, Fouras et sur l'île de Ré .
- Diffusé sur TF1 pendant l'été 1993, il fut battu en termes d'audience par la saga Le Château des Oliviers sur la chaîne concurrente France 2[1].